# Shiro Games
Shiro Games ist ein französisches Entwicklungsstudio für Videospiele, mit Sitz in Bordeaux. Das Unternehmen wurde 2012 von Sebastien Vidal und Nicolas Cannasse gegründet und ist bekannt für sein Spiel Evoland, das während des 24. Ludum Dare (Game Jam) entwickelt wurde.

## Spiele
- Evoland – Windows, macOS (2013), Android, iOS, Linux (2015), Nintendo Switch, PlayStation 4, Xbox One (2019)
- Evoland 2 – Windows, macOS (2015), Android, iOS (2018), Linux, Nintendo Switch, Playstation 4, Xbox One (2019)
- Northgard – Windows, macOS, Linux (2017), Nintendo Switch, Playstation 4, Xbox One (2019)
- Wartales – Windows (2021)
- Dune: Spice Wars – Windows (2022), Xbox X/S

### Eingestellte Projekte
2013 kündigte Shiro Games an, ein Spiel mit dem Titel Until Dark zu entwickeln, das Shiro Games als „kooperatives Erkundungsspiel“ in einer riesigen und mysteriösen Welt beschrieb. 2014 kündigte Shiro Games auf der offiziellen Website zum Spiel an, dass die Entwicklung vom Spiel aufgrund mangelnder Zufriedenheit mit dem aktuellen Spieldesign zum Stillstand gekommen ist.